# Roundview College
Le Roundview Sixth Form College est un lycée fictif de Bristol apparaissant dans la série télévisée Skins.
C'est dans ce lycée que les protagonistes se préparent à passer les A-levels, soit l'équivalent approximatif anglais du baccalauréat français.
La directrice du lycée dans les saisons 1, 2 et 3 est Harriet Lawes (Victoria Wicks).

## Localisation dans la série
Dans la série l'établissement est vraisemblablement situé vers College Green un espace vert près de la Cathédrale de Bristol. Par ailleurs lorsque Tony se rend au lycée privé d'Abigail Stock dans l'épisode pilote, il déclare au professeur de français qu'il fréquente le lycée Roundview de l'autre côté de la pelouse (College Green, donc).

## Tournage
Les scènes de lycée dans les saisons 1 et 2 ont été filmées à John Cabot Academy, un lycée technologique dans le quartier de Kingswood, Bristol.
Les scènes de la saison 3 ont été tournées dans un autre lycée dans la banlieue de Bristol, le Filton College.

Lieux de tournage
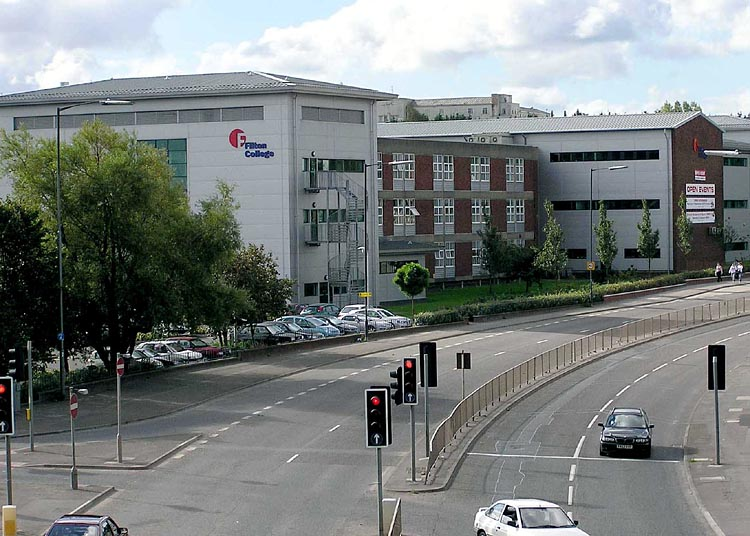
Le Filton College, lieu de tournage pour les scènes de lycée de la saison 3.
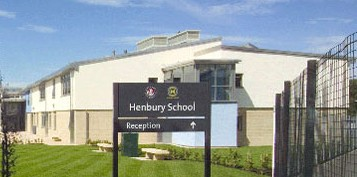
La Henbury School, lieu de tournage pour les scènes de lycée de la saison 4.

## Anecdotes
Larissa Wilson qui joue le rôle de Jal Fazer dans la série a été élève à John Cabot Academy.